# Новоромановка (Дагестан)
Новоромановка — село в Тарумовском районе Дагестана. Образует сельское поселение село Новоромановка как единственный населённый пункт в его составе.

## Географическое положение
Расположено в 15 км к юго-востоку от районного центра села Тарумовка, на левом берегу реки Таловка.

## История
Образовано в 1908 году, перво-переселенцами Ф. Саенко и Д. Юрченко.
В 1911 году в Новоромановке поселилось ещё 10 семей с Украины.
В 1970-х в черту Новоромановки вошёл посёлок Новоромановское Лесничество.

## Население
| 1914  | 1926  | 1970  | 1989  | 2002  | 2010  | 2012  |
| ----- | ----- | ----- | ----- | ----- | ----- | ----- |
| 68    | ↗121  | ↗664  | ↗863  | ↗1132 | ↗1237 | ↗1249 |
| 2013  | 2014  | 2015  | 2016  | 2017  | 2018  | 2019  |
| ↗1265 | ↗1281 | ↗1305 | ↗1315 | ↗1331 | ↘1322 | ↗1345 |
| 2020  | 2021  | 2023  | 2024  | 2025  |       |       |
| ↗1351 | ↘1322 | ↗1343 | ↗1354 | ↗1376 |       |       |

Национальный состав
По данным Всесоюзной переписи населения 1926 года:
| № | Национальность | Численность, чел. | Доля  |
| - | -------------- | ----------------- | ----- |
| 1 | русские        | 121               | 100 % |

По результатам Всероссийской переписи населения 2010 года:
| № | Национальность | Численность, чел. | Доля   |
| - | -------------- | ----------------- | ------ |
| 1 | аварцы         | 1 088             | 88,0 % |
| 2 | русские        | 87                | 7,0 %  |
| 3 | даргинцы       | 36                | 2,9 %  |
| 4 | другие         | 26                | 2,1 %  |

Гендерный состав
По данным переписи 2010 года, в селе проживало 1237 человек (602 мужчины и 635 женщин). Бывшее русское село, ныне в основном населённое переселенцами с горных районов.